# 현리오
현리오(일본어: 玄 理吾 현 리오[*], 2003년 12월 30일~)는 일본의 남자 축구 선수로, 포지션은 미드필더이다.
본래는 대한민국 국적의 사람이었지만, 2023년 9월 8일에 일본 국적을 취득한 것이 발표되었다.